# SN 2003cw
SN 2003cw – supernowa odkryta 31 marca 2003 roku w galaktyce A112403+2320. W momencie odkrycia miała maksymalną jasność 20,10m.